# کاتاکانا

نحوه نگارش حروف کاتاکانا

کاتاکانا (به ژاپنی: 片仮名・カタカナ) یکی از دو خط هجانمای زبان ژاپنی است و در کنار هیراگانا، کانجی و روماجی مؤلفه‌های اصلیِ سامانه نوشتاری ژاپنی را تشکیل می‌دهد. کاتاکانا و هیراگانا دو خط هجانما یا کانا در زبان ژاپنی هستند که در آن‌ها هر نویسه یا کاراکتر معرف یک هجا (یا به تعبیر دقیق‌تر مورا Mora) است. کاتاکانا به معنای کانای تکه‌تکه است؛ چرا که حروف کاتاکانا از قسمت‌های مختلف کانجی‌ها برداشته شده‌است. ویژگی حروف کاتاکانا چرخش‌های کوتاه و مستقیم قلم و گوشه‌های تیز است.
هر کانا یا یک واج صدادار است مثل ア (آ)، یا واج بی‌صدایی است که به یک واج صدادار ختم می‌شود مثل カ (کا). حرف ン (ن) از این قاعده مستثنی است و به واج صداداری ختم نمی‌شود. ن صدای خیشومی پرطنینی است که بسته به حالت‌های مختلف همچون م، ن یا نگ (ŋ) ادا می‌شود.

## استفاده از کاتاکانا
در سامانه نوین نگارش زبان ژاپنی کاتاکانا اغلب برای آوانویسی واژه‌های وام گرفته شده از زبان‌های دیگر (به غیر از چینی) به کار می‌رود. به این واژه‌ها در زبان ژاپنی گایرای‌گو (gairaigo, 外来語) می‌گویند. برای نمونه تلویزیون به صورت تِرِبی (テレビ) نوشته می‌شود. کاتاکانا برای نوشتن نام کشورها مثل ایران (イラン) و آمریکا (アメリカ) نیز به کار برده می‌شود. استفاده دیگر کاتاکانا برای نوشتن نام‌آواها مثل عوعو (وان‌وان، ワンワン) دنگ (دوکان، ドカン) و غیر از آن است. اصطلاحات فنی و علمی همچون نام حیوانات، گیاهان، گونه‌ها و کانی‌ها اغلب به کاتاکانا نوشته می‌شود. نام شرکت‌های ژاپنی بیشتر وقت‌ها به کاتاکانا نوشته می‌شود مثل سوزوکی スズキ و تویوتا トヨタ. در تخته اعلان‌ها و تابلوها برای تأکید بیشتر نیز از کاتاکانا استفاده می‌شود مثل ココ کوکو (اینجا)، ゴミ گومی (زباله).

## ریشه کاتاکانا در کانجی
کاتاکانا در سده نهم میلادی(سرآغاز دوره هی‌آن) بدست راهبان بودایی با در نظر گرفتن واژه‌نگاشت‌های کانجی به صورت کوتاه شده یا جزئی از آن ساخته‌شد.از این رو آن رو کاتا(方:جزئی تکه‌تکه) کانا می‌نامند.مانند カ که از کانجی 加(افزایش) گرفته‌شده است. تصویر بالا منشاء هر حرف کاتاکانا را نشان می‌دهد.